# Житомирське Полісся

Житомирське Полісся як фізико-географічна область Українського Полісся.

Жито́мирське Полі́сся — фізико-географічна (природна) область Поліської провінції у межах Житомирської та Рівненської областей.
Житомирське Полісся вирізняється від інших природних областей Українського Полісся більш вищим гіпсометричним положенням, великим впливом кристалічних порід докембрійського фундаменту на формування рельєфу, значним розвитком вузьких та відносно глибоких річкових долин, наявністю великих лесових островів і незначною заболоченістю території.

## Географічне положення
Житомирське Полісся охоплює східну частину Рівненської області та більшу частину Житомирської області. Західна межа проходить по лінії Клесів — Соснове — Корець — Шепетівка, а східна — по лінії Народичі — Малин — Радомишль — Корнин. На заході має сусідство із Волинським Поліссям, а на сході — із Київським Поліссям.

## Геологічна і тектонічна будова
Житомирське Полісся розташоване в межах Українського щита, який, в основному, зумовив виокремлення даної природної області. Завдяки виходу на поверхню порід Українського кристалічного щита поверхня має зачну розчленованість. Середні висоти Житомирського Полісся становлять 180—200 м.
На формування сучасної природи Житомирського Полісся вплинули палеогеографічні умови антропогенового періоду. У західній частині природної області відсутня морена, оскільки дана територія не була вкрита льодовиком. А на схід від лінії Словечно — Старі Веледники — Лугини — Кривотин — Житомир — Івниця моренні відклади виявлені. Вони є причиною виникнення льодовикового типу рельєфу, який представляють моренні горби, ками, ози.
Водно-льодовикові піски мають потужність 4—6 м і залягають на гранітах, гнейсах або продуктах їх вивітрювання. Місцями зустрічаються піщані вали і горби еолового походження, а в зниженнях — невеликі болота та заболочені землі. Найбільше ці місцевості поширені на північному заході в районі Ракитного, Городниці, Емільчина.
У районі Коростеня поширені водно-льодовикові піски малопотужні або відсутні взагалі, зустрічаються елювіально-делювіальні відклади.
Річкові долини глибоко врізані в докембрійські кристалічні породи. Круті скелясті схили має річка Тетерів (поблизу села Денишів, міст Коростишів, Житомир). Такі ділянки зустрічаються у долинах річок Уж, Случ, Уборть, Ірша, Кам'янка. У межах Словечансько-Овруцького кряжу поширені водно-ерозійні форми рельєфу — яри, балки. Глибина ярів 20-30 м, а довжина до 3- 3,5 км. Це пов'язано із поширенням лесових порід.
За геолого-геоморфологічними особливостями у межах Житомирського Полісся виділяють дві підобласті — Західно-Житомирську безморенну та Східно-Житомирську моренну. У їхніх межах — 11 фізико-географічних районів.

## Клімат
Територія Житомирського Полісся розташована у вологій, помірно теплій зоні помірного кліматичного поясу. Це область помірно континентального типу клімату. Протягом року сумарна сонячна радіація надходить у кількості від 3600 до 4000 МДж/м2. Середня температура січня -5,7 °C, липня — +18,9 °C. Протягом холодного періоду року переважають вітри західного напрямку, а протягом теплого — північно-західного напрямку. Кількість опадів 625 мм/рік. Клімат Житомирського Полісся не є таким вологим, як у Волинському Поліссі, і не таким сухим, як у природних областях, що розташовані далі на схід.

## Внутрішні води
Річки мають швидку течію. На них зустрічаються перекати і пороги. Рівень підняття води в період повеней та паводків значно вищий, ніж в інших природних областях. Усі річки належать до басейну Дніпра.
Заболоченість становить 2,9 %. Це найменш заболочена природна область. У межах Олевська, Перги, р. Болотниця поширені верхові й перехідні болота, площа яких становить понад 1000 га, шар торфу — до 4—5 м. Найбільші болота — Озерянське і Гвоздь. У зниженнях і долинах утворилися осоково-гіпнові болота.

## Ґрунти
Територія природної області належить до Поліської (дерново-підзолистих типових та оглеєних ґрунтів) зони, у складі якої Центральнополіська правобережна (переважно дерново-підзолистих оглеєних ґрунтів). Ґрунти області бідні, піщані, у долині річок — лучні, лучно-болотні та торфово-болотні. У межах Словечансько-Овруцького кряжа поширені сірі лісові ґрунти, площа яких незначна.

## Рослинний покрив
Природна рослинність збереглася на незначній території, оскільки природна область характеризується розораністю від 15 — 30 % (північний захід) до 50 % (схід, центр). Найбільше боліт зустрічається на північному заході й півночі Житомирського Полісся.
На території Словечансько-Овруцького кряжа збереглися невеликі ділянки дубових і грабових лісів. Тут збереглися залишки пралісів із дуба скельного. Подекуди підлісок сформований рододендроном жовтим.
Найбільшу площу займають ліси із сосни звичайної, берези бородавчастої, дуба звичайного.
До Червоної книги України занесені билинець, зозулинці, лілія лісова, росички, цибуля ведмежа тощо.

## Ландшафти
Ландшафти представлені місцевостями:
- рівнинно-зандрові на кристалічних породах з переважанням дерново-слабопідзолистих ґрунтів під борами і суборами (площа понад 3,6 тис.км2);
- долинно-зандрові частково заболочені на кристалічних, крейдових і палеогенових відкладах, з переважанням дерново-слабопідзолистих глеюватих ґрунтів (близько 3,5 тис. км2) під боровими лісами межах Олевська, Перги, р. Болотниця;
- моренно-зандрові та моренно-горбисті з дерново-підзолистими ґрунтами на сході поблизу Потієвки, Горбулева, Модилева, Дівочок, Торчина тощо;
- денудаційні хвилясто-рівнинні на кристалічних породах з дерново-слабопідзолистими щебенюватими ґрунтами під дуже зведеними суборами й сугрудками на межиріччях з високим заляганням докембрійських порід у межах м. Коростеня, поблизу сіл Краєвщини, Топорищ, Пекерщина;
- долинно-терасні піщано-хвилясті;
- заплавні лучно-болотні;
- давньодолинно-лучні та давньоозерні з чорноземнолучними ґрунтами, частково зайняті луками та розорані;
- лесові острови з сірими лісовими ґрунтами, майже повністю розорані, в минулому — під грабово-дубовими лісами. Ці місцевості мають риси лісостепових ландшафтів. Вони зустрічаються На Словечансько-Овруцькому кряжі, у районі міст Новограда-Волинського, Житомира, Коростишева зустрічаються місцевості, що нагадують лісостепові.

## Природокористування
У межах Житомирського Полісся переважають сільськогосподарське, лісогосподарське, гірничовидобувне використання природи.

## Екологічна ситуація
Стан довкілля погіршився у зв'язку зі значним впливом аварії на Чорнобильській атомній електростанції. Значного забруднення радіонуклідами зазнали Народицький, Коростенський та Овруцький адміністративні райони Житомирської області.
Зазнали змін ландшафти внаслідок вирубки лісів, розорювання земель, осушувальної меліорації, видобування корисних копалин (гранітів, лабрадоритів, кварцитів, бурого вугілля, ільменіту тощо).

## Природоохоронні території

### Поліський природний заповідник
- У 1968 році створено Поліський природний заповідник, (Олевський й Овруцький райони Житомирська область). Його площа становить 20,1 тис. га, з них ліси займають 77,1 % (переважають соснові, а березові — 16,8 %, вільхові та інші — 6,1 %), болота і заболочені землі — 22, луки — 2 %. Унікальними є опуклі оліготрофні болота, де домінують бурі й червоні сфагнові мохи. На болотному масиві Спуди ростуть льодовикові реліктові та арктобореальні види, наприклад, шейхцерія болотна та журавлина дрібноплода. Флора заповідника включає 604 видів судинних рослин, мохоподібних — 139, водоростей — 376, лишайників — 140, грибів — 42 види. Два види (козельці українські та смілка литовська) занесені до Європейського Червоного списку. Серед природної рослинності релікти та ендеміки: рододендрон жовтий, дуб скельний, верба лапландська і чорнична, осока багнова, шолудивник королівський, плющ звичайний тощо. Багатий і різноманітний тваринний світ, який налічує 39 видів ссавців, 180 — птахів, 7 — плазунів, 11 — земноводних, 19 — риб, 537 — комах. До Червоної книги України занесено лелеку чорного, журавля сірого, сову бородату, сича волохатого, сичика-горобця, глушця, підорлика малого, змієїда; борсука, горностая, рись європейську, видру річкову, зайця білого; міногу українську. До Європейського Червоного списку потрапили вовчок ліщиновий, вовк, видра, рись, деркач, мінога українська, мурашка руда лісова.

### Городницький ботанічний заказник
- Городницький ботанічний заказник(352 га) утворений у 1974 році в Новоград-Волинському районі Житомирської області. Під охороною перебувають дубово-соснові ліси чорницево-зеленомохові і дубові трясунковидноосокові ліси, де проростає рододендрон жовтий. У травостої зустрічаються зозульки Траунштайнера, одноквітка звичайна та фітеума колосиста.

### Ландшафтний заказник Плотниця
- Ландшафтний заказник Плотниця (464 га) є в Олевському районі з унікальними природно-територіальними комплексами.

### Гідрологічний заказник Дідове озеро
- Гідрологічний заказник Дідове озеро з озерними екосистемами (54 га) знаходиться в Овруцькому районі. Прибережно-водна рослинність представлена очеретом звичайним, осокою омською, осокою здутою, глечиками, лататтям сніжно-білим. На озері є сфагновий плав з осокою стрункокореневищною, росичкою середньою, журавлиною та чорницею. Місце, де водяться бобри, видри, ондатри, водоплавні птахи, понад 45 видів риб, плазунів, земноводних. Озеро є витоком річки Болотниці та регулює водний режим навколишньої місцевості.

### Лісовий заказник Поясковський
- Лісовий заказник Поясковський (113 га) в Олевському районі з дубово-грабовими лісами засновано в 1926 р. Тут збереглися дуби-велетні віком 300—400 років.